# Vasco da Gama (Mondkrater)
Vasco da Gama ist ein Einschlagkrater am westlichsten Rand der Mondvorderseite, ist daher wenn überhaupt, dann nur stark verzerrt von der Erde aus sichtbar.
Der Krater liegt nordöstlich von Bohr und südlich von Dalton.
Er ist sehr stark erodiert.
Das Innere ist von Brüchen durchzogen und weist eine konzentrische Ringstruktur mit Zentralberg auf.
| Buchstabe | Position           | Durchmesser | Link |
| --------- | ------------------ | ----------- | ---- |
| A         | 12,62° N, 80,02° W | 23 km       |      |
| B         | 15,7° N, 83,06° W  | 25 km       |      |
| C         | 11,43° N, 85° W    | 47 km       |      |
| F         | 13,86° N, 80,72° W | 55 km       |      |
| P         | 11,97° N, 80,31° W | 103 km      |      |
| R         | 10° N, 83,4° W     | 55 km       |      |
| S         | 12,63° N, 82,87° W | 28 km       |      |
| T         | 11,83° N, 83,43° W | 20 km       |      |

Der Boden des Nebenkraters Vasco da Gama R wird von dem Mondrillensystem der Rimae Vasco da Gama durchzogen.
Der Krater wurde 1935 von der IAU nach dem portugiesischen Entdecker Vasco da Gama offiziell benannt.